# Karl-Josef Cramer
Karl-Josef Cramer, auch Karl-Joseph Cramer, (* 16. März 1941 in Essen) ist ein deutscher Schauspieler.

## Leben und Wirken
Cramer erhielt zu Beginn der 1960er Jahre seine künstlerische Ausbildung in Düsseldorf und trat an gleichem Orte sein erstes Engagement an. Anschließend ging er nach Berlin, wo er an verschiedenen, meist kleinen Bühnen (Forum-Theater, Berliner Kammerspiele / Theater der Jugend) teils fest, teils frei engagiert war. Später arbeitete Cramer vor allem freischaffend. In den 80er Jahren sah man ihn auch an westdeutschen Boulevardbühnen wie Die Komödie in Frankfurt am Main. Er gab zu diesem Zeitpunkt vor allem Gastspiele und betätigte sich im Hörfunk.
Seit 1964 wirkte Cramer in einer Reihe von Fernsehproduktionen mit. Cramer verkörperte oft revolutionäre und stürmische Männer vom Schlage 'rebel without a cause' (wie in der Geschichte um eine kriminelle Jugendbande Rockys Messer, seinem Kinofilmdebüt), aber auch freundlich-fröhliche Sonnyboy-Typen. Seltener sah man Cramer als undurchsichtigen, bösartigen und hinterhältigen Charakter, gelegentlich als Verdächtigen in Krimireihen wie Das Kriminalmuseum und Tatort. Neben ambitionierten Fernsehspielen mit Zeitkolorit wie Alma Mater, Berliner Blockade, Im Auftrag der schwarzen Front und Al Capone im deutschen Wald, wo man ihn an der Seite von Rainer Werner Fassbinder erleben konnte, trat Cramer auch in wenig bedeutsamen Produktionen wie der Neuverfilmung der  Feuerzangenbowle und dem Softsex-Streifen Kreuzberger Liebesnächte, zwei seiner wenigen Kinofilme, auf.
In Volker Schlöndorffs sozialkritischer Räuberballade Der plötzliche Reichtum der armen Leute von Kombach erhielt er mit dem Jacob Geiz eine seltene Hauptrolle. Danach sah man ihn nur noch in unregelmäßigen Abständen auf der Leinwand wie im Fernsehen.

## Filmografie (Auswahl)
Fernsehen, wenn nicht anders angegeben
- 1964: Der Fall Jakubowski – Rekonstruktion eines Justizirrtums (Mehrteiler)
- 1965: Kubinke
- 1966: Rockys Messer (Kino)
- 1967: Die Voruntersuchung
- 1967: Der Sog
- 1967: Landarzt Dr. Brock (Fernsehserie, Folge: Der Favorit)
- 1968: Berliner Blockade
- 1969: Im Auftrag der schwarzen Front
- 1969: Al Capone im deutschen Wald
- 1969: Alma Mater
- 1970:  Die Feuerzangenbowle (Kino)
- 1970: Der plötzliche Reichtum der armen Leute von Kombach
- 1971: Der Babutz
- 1972–73: Kleinstadtbahnhof (Einzelne Auftritte)(Serie)
- 1974: Das letzte Testament
- 1976: Le couple témoin (Kino)
- 1976: Verdunkelung
- 1977: Tatort – Wer andern eine Grube gräbt …
- 1979: Tatort – 30 Liter Super
- 1979: Die wunderbaren Jahre (Kino)
- 1979: Kreuzberger Liebesnächte (Kino)
- 1981: Überfall in Glasgow
- 1983: Kommissariat 9 – Guter Rat ist teuer
- 1987: Beule oder Wie man einen Tresor knackt